# Rhantus suturalis
Rhantus suturalis es una especie de escarabajo del género Rhantus, familia Dytiscidae. Fue descrita científicamente por W. S. MacLeay en 1825.
Habita en África, Australia, Europa, norte de Asia (excepto China) y Asia meridional.